# Aristolochia burchellii
Aristolochia burchellii är en piprankeväxtart som beskrevs av Maxwell Tylden Masters. Aristolochia burchellii ingår i släktet piprankor, och familjen piprankeväxter. Inga underarter finns listade i Catalogue of Life.